# Francesco Scardina
Francesco Scardina (ur. 11 grudnia 1981 w Rivalta di Torino) – włoski piłkarz występujący obecnie w Cittadelli na pozycji obrońcy. Jest lewonożny i może występować zarówno na środku obrony, jak i na lewej flance.

## Kariera
Scardina urodził się niedaleko Turynu i jako junior podjął treningi w szkółce Juventusu. Do rozgrywek Serie A został zgłoszony jako niespełna dwudziestolatek. Konkurencja o miejsce w defensywie była zbyt duża i Francesco był wypożyczany do innych klubów. Scardina trafił do Ceseny Calcio, jednak i tam miał trudności z załapaniem się do wyjściowego składu. Po powrocie do Juventusu podpisał kontrakt z greckim PAOK-iem Saloniki. W jego barwach rozegrał cały sezon, po zakończeniu którego powrócił do Włoch, by w końcu zacząć regularnie grać. Scardina przeniósł się najpierw do L’Aquila Calcio, a później do FC Crotone, gdzie prezentował bardzo dobrą formę. Jego dobra postawa w defensywie zaowocowała awansem Crotone do Serie B, a sam Scardina rok później przeniósł się do innego drugoligowego klubu – Vicenzy Calcio. Zaliczył dla niego 69 ligowych występów, po czym latem 2008 roku odszedł do Chievo Werona. Grał tam przez 2 sezony, po czym trafił do Cittadelli.